# Distrito de Kunturkanki
El distrito peruano de Kunturkanki es uno de los ocho distritos de la Provincia de Canas, ubicada en el Departamento de Cusco, bajo la administración del  Gobierno regional de Cuzco, Perú. 

## Historia
El distrito fue creado mediante Ley 13484 del 7 de enero de 1961, en el gobierno de Manuel Prado Ugarteche.

## Geografía
Ubicada en una zona frígida, las temperaturas medias oscilan entre 8.6 °C. y 7.2 °C.
se distinguen tres zonas de vida, con predominio del páramo muy húmedo sub alpino subtropical (pmh-SaS), que ocupa el 65% del total de la superficie del territorio y se presenta en las comunidades de Hanansaya, Kjana Hanansaya, Huarcachapi y Oquebamba.
Otro sector importante del territorio del distrito de Kunturkanki, presenta características de Bosque húmedo subtropical, que presenta el 20% de la superficie distrital, en esta zona de vida se encuentra gran parte del territorio de la capital del distrito (El Descanso) principalmente y la comunidad de Cullcutaya en menor cantidad.
La zona de vida de menor representatividad en el distrito es la Tundra pluvial alpina subtropical (15%), la que se restringe a la zona este de la comunidad de Pucacancha.

## Capital
La Capital del distrito es el poblado de El Descanso. La temporada más propicia para la visita de turismo es de abril a octubre.

### Municipales
1993 a 1995 Alcalde Prof. Jesús Choquenaira Labra Regidores: Prof. Isaac Huayllani Pozo, Prof. Rosalio Porcel Esquivel, Justino Huillca, Jesús Choque Mollo, Tomas Quintanilla Escalante
- 2015
- Alcalde: Prof.Sixto Mamani Huillca
- 2016-2018
- Alcalde: Henry Mamani Vera

2011-2014
- - Alcalde: Alberto Lozano Esquivel, del Partido Restauración Nacional (RN).
  - Regidores: Santos Roque Mamani (RN), Claudio Hugo Cruz Labra (RN), Lucio Habram Quispe Banda (RN), Flora Mamani Vargas (RN), Ambrocio Condori Huarca (Gran Alianza Nacionalista).
- 2007-2010
  - Alcalde: Valerio Pacuala Huillca.

2023-2026: alcalde lic. Cesar Noa Garcia
```
          teniente alcalde Tec. Fermin Cruz Noa
```

### Religiosas
2002 a 2009 P. Juan Marcos Vigroux (FRANCIA)
2009 a 2010 p. Raymundo O´Sullivan (IRLANDA)
2011 P. Alain Rado Choquevilca (PERÚ)

## Festividades
- Febrero: Carnavalen mes de febrero el sillanakuy* Agosto: Santa Rosa.

- Qashwa lawa lawa 15 de diciembre.